# Богомолец, Ромуальд
Ромуальд Богомолец (1782—9 апреля 1840) — градоначальник Витебска в 1812 году.

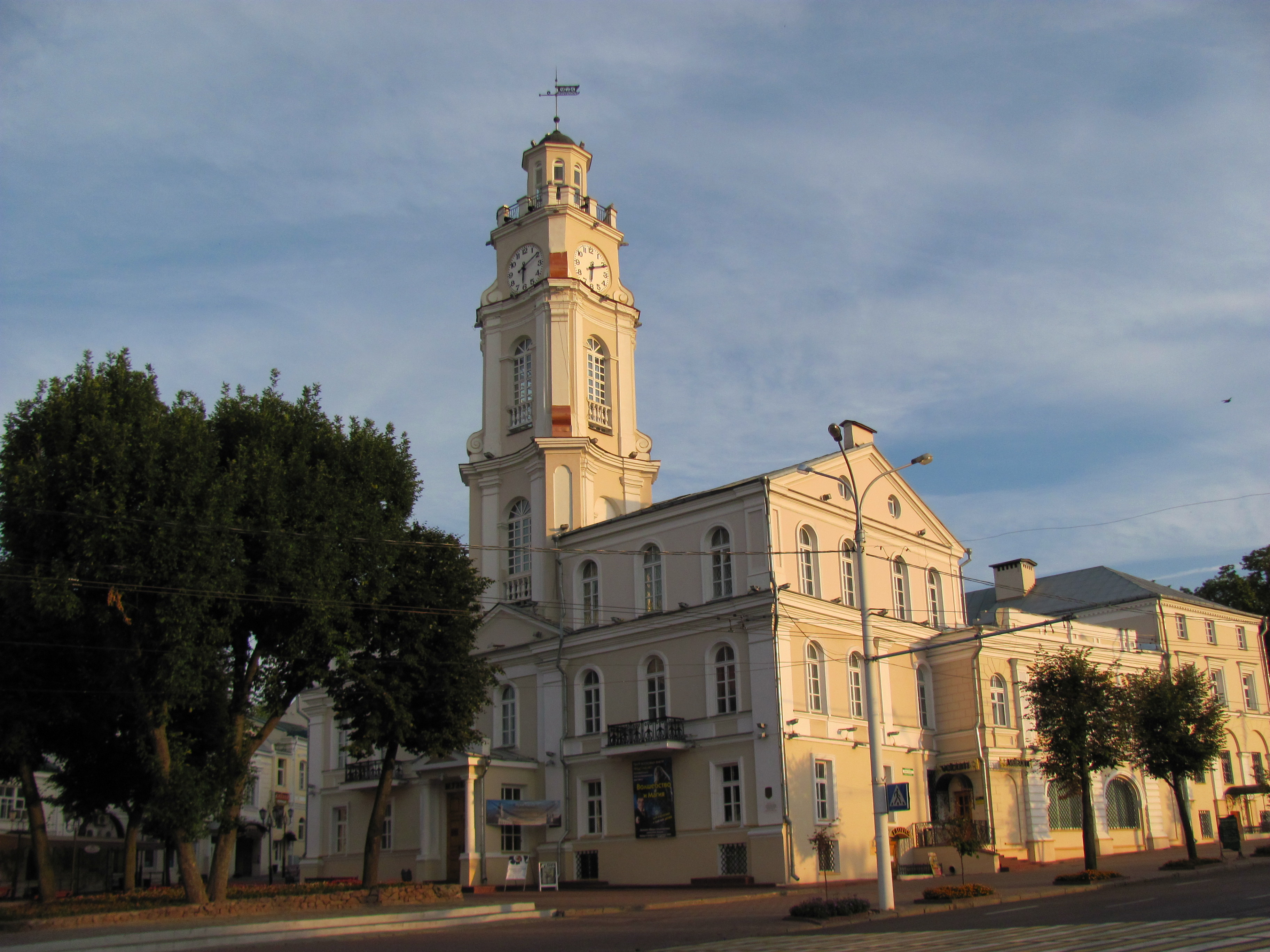
Витебск, Беларусь. Городская ратуша, где руководил городом Ромуальд Богомолец. Ныне — городской исторический музей

Один из представителей «витебской» ветви древнего литовско-русского рода Богомольцев герба «Богория».

## Биография
Сын депутата Главного Литовского Трибунала и сейма Речи Посполитой от витебского воеводства Петра-Тадеуша Богомольца (между 1727 и 1729 — после 1792). До разделов Речи Посполитой его отец был одним из тех, кто сопротивлялся вмешательству Российской империи во внутренние дела Речи Посполитой, но потом вынужден был присягнуть на верность российской императрице Екатерине II.
Четыре сына Петра-Тадеуша Богомольца, в том числе и Ромуальд, служили в кавалергардах в лейб-гвардии Конном полку. Ромуальд дослужился до ротмистра.
В 1802—1805 гг. — посол на сеймик люцинского уезда, в 1811—1814 гг. — подкоморий городецкого уезда Витебской губернии.
На момент начала Отечественной войны 1812 года Ромуальд Богомолец находился в Витебске. Некоторое время в городе находилась ставка императора Франции Наполеона Бонапарта. В июле 1812 года Наполеон назначил губернатором Витебщины генерала Шарпентье. Генерал сформировал местное самоуправление — «правящую комиссию». В неё вошли и братья Богомольцы — Ромуальд и Станислав (между 1777 и 1778—1852). Ромуальд стал мэром Витебска, а Станислав — подпрефектом правящей комиссии.
В ту же комиссию входил граф Юзеф-Генрих фон дер Борх (1764—1835) — муж Анны Богомолец (ок. 1780 -?), младшей сестры Ромуальда и Станислава Богомольцев. Фон дер Борх еще во времена императора Павла I в сентябре 1799 года по его личному распоряжению был заключен в Шлиссельбургской крепости.
После изгнания Наполеона из Российской империи обоих Богомольцев и графа фон дер Борха обошли репрессии. Более того: Ромуальд Богомолец с 1816 года трижды избирался губернским предводителем (предводителем дворянства), а в 1817 году был награждён орденом Св. Анны II степени.
Среди заслуг Ромуальда Богомольца — постройка в Витебской губернии почтовых станций с привлечением средств местной шляхты, строительство витебского Свято-Покровского кафедрального собора. Ромуальд Богомолец занимался также делами первой Витебской мужской гимназии.
Умер в Витебске 9 апреля 1840 года.
Ромуальд Богомолец был женат на баронессе Терезии фон Фелькерзам (1786—1862).
Правнуком Ромуальда Богомольца был известный польский военный, путешественник и писатель, кавалер ордена Почетного Легиона Анджей Богомолец (1900—1988).